# 자이언트 슈나우저

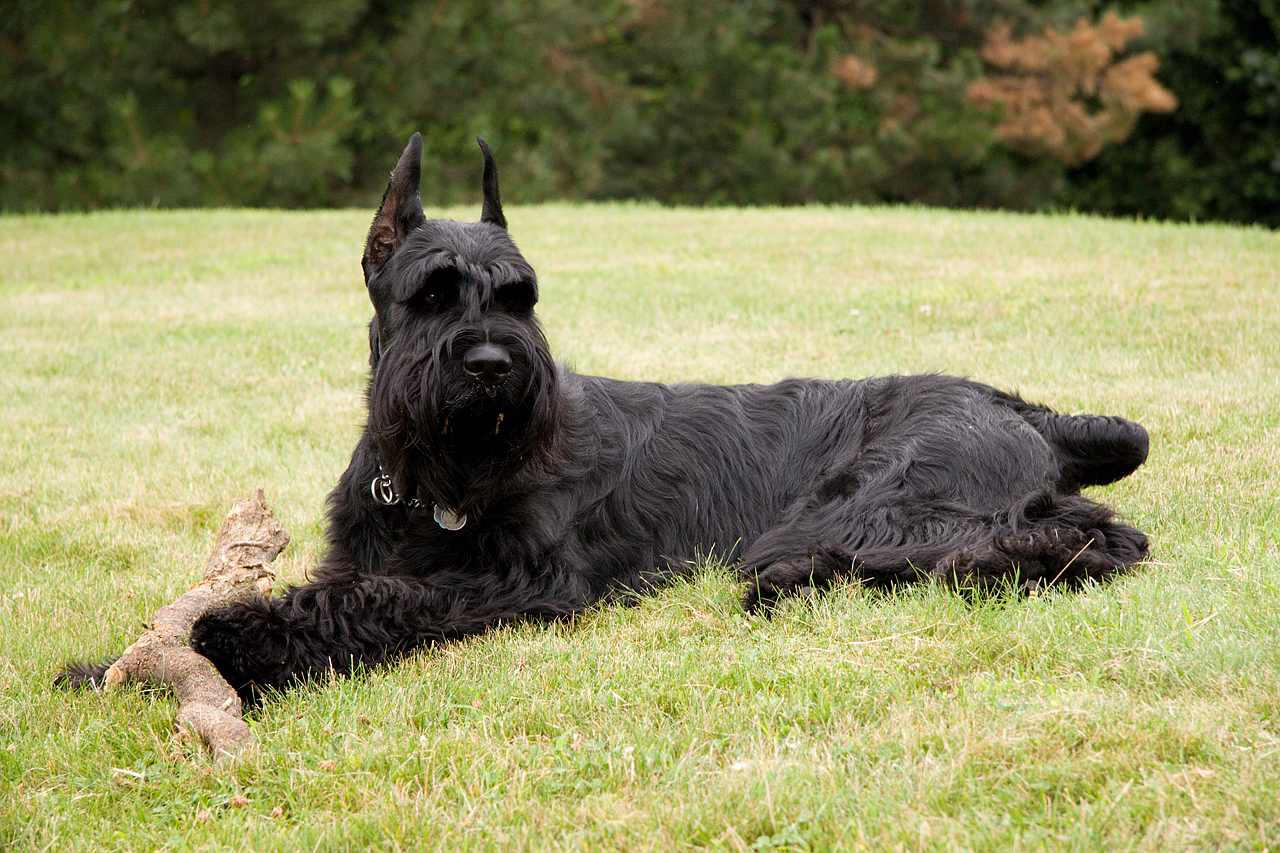
자이언트 슈나우저

자이언트 슈나우저(Giant Schnauzer)는 독일에서 17세기에 개발된 개의 품종이다. 슈나우저의 세 종(스탠더드, 미니어처, 자이언트) 중 가장 크다. 빽빽하고 거친 모질을 가지고 있어 날씨와 해충에 잘 견딘다. 다른 슈나우저들과 마찬가지로 독특한 수염과 눈썹을 가지고 있다. 농장이나 도시의 양조장, 정육점, 창고 및 공장을 지키는 일을 했다. 현대에 들어와서는 경찰견 업무에도 투입되었다.